# Creatonotos pallida
Creatonotos pallida är en fjärilsart som beskrevs av Rothschild 1914. Creatonotos pallida ingår i släktet Creatonotos och familjen björnspinnare. Inga underarter finns listade i Catalogue of Life.